# Eyzerac
Eyzerac – miejscowość i gmina we Francji, w regionie Nowa Akwitania, w departamencie Dordogne.
Według danych na rok 1990 gminę zamieszkiwały 493 osoby, a gęstość zaludnienia wynosiła 45 osób/km² (wśród 2290 gmin Akwitanii Eyzerac plasuje się na 718. miejscu pod względem liczby ludności, natomiast pod względem powierzchni na miejscu 1000.).